# 印尼伊斯蘭教

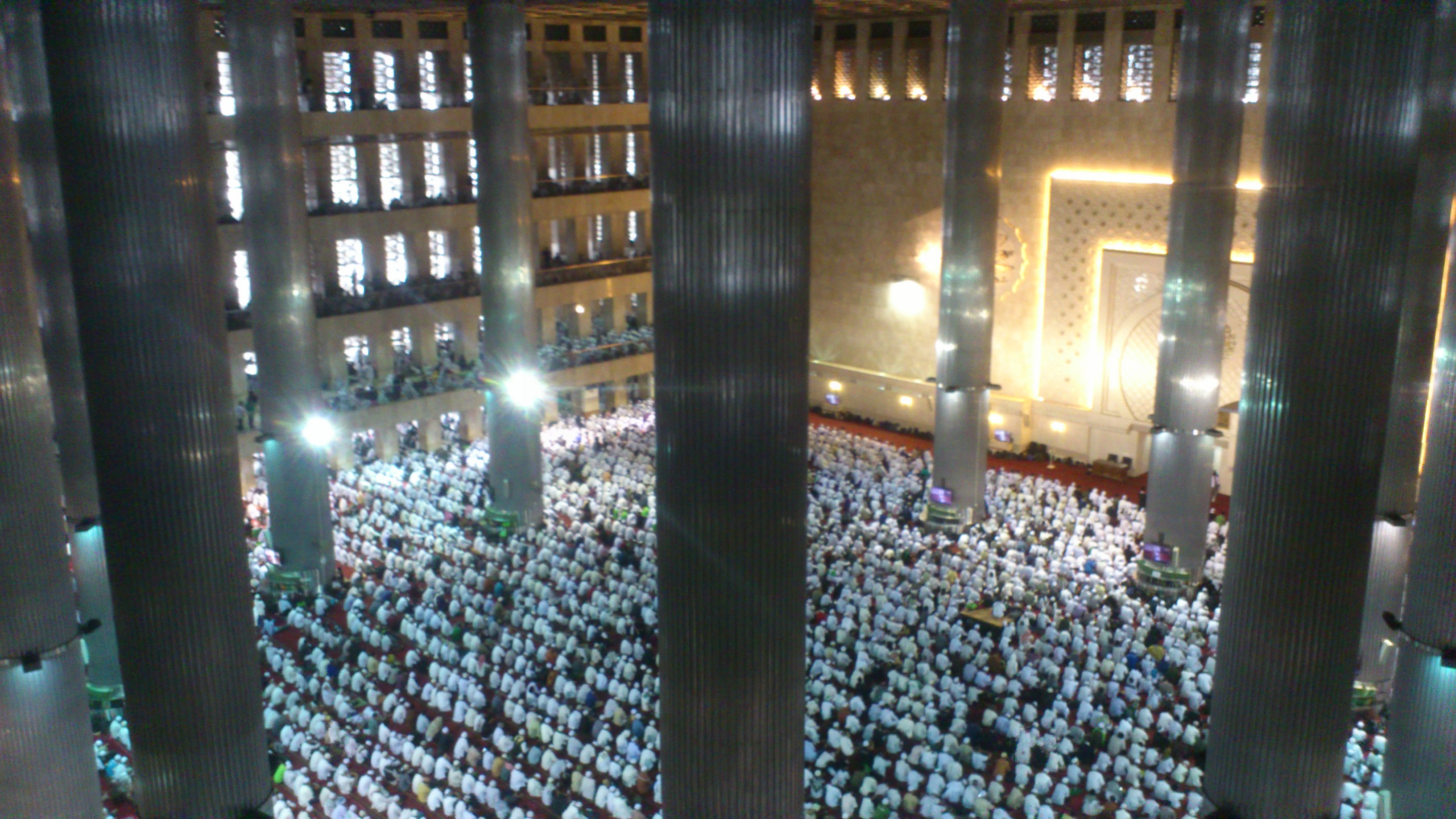
在雅加達伊斯蒂克拉爾清真寺的開齋節信眾集體祈禱，此清真寺的規模為東南亞第一。

這篇印尼伊斯蘭教（英語：Islam in Indonesia）所談論的是伊斯蘭教進入印尼群島，之後傳播的歷史，以及近況。
伊斯蘭教在印尼所擁有的信徒，佔該國宗教人口的絕大多數，在2018年所做的一項調查，有86.7%的印尼人自認為穆斯林。
在世界上穆斯林佔多數的國家中，印尼的信徒人數排名第一，大約有2.31億。
就教派而言，絕大多數 (98.8%) 是遜尼派，印尼有1-3百萬 (1%) 的什葉派信徒，集中在雅加達，和大約400,000(0.2%) 的阿赫邁底亞派。若就麥茲海布（學派）方面，根據人口資料，印尼的穆斯林有99%主要是追隨沙斐儀派，但當這些信徒被進一步詢問時，有56%的人表示並未遵循任何特定的學派。
印尼穆斯林的思潮大致可分為兩種：“現代主義”，信仰者嚴守正統神學，但擁抱現代學習方式；“傳統主義”，信仰者追隨當地宗教領袖和伊斯蘭學校教師的教導。印尼還有一種歷史上重要，包含伊斯蘭教信仰的綜攝，稱為喀嘉文（kebatinan，或寫為Kejawèn）。
印尼伊斯蘭教被認為是自13世紀以來，透過阿拉伯穆斯林商人到當地經商、當地統治者皈依以及蘇菲主義傳播的三者綜合，而逐漸達成傳播。在荷屬東印度統治晚期，伊斯蘭教被用作對抗殖民主義的統合標誌。今天印尼雖然擁有壓倒性多數的穆斯林，卻不是個伊斯蘭國家，印尼在憲法上是個世俗國家，印尼政府正式承認6種宗教為合法宗教。
印尼伊斯蘭教各教派佔比

## 分佈
印尼不同族群中的穆斯林佔比 (2010年)

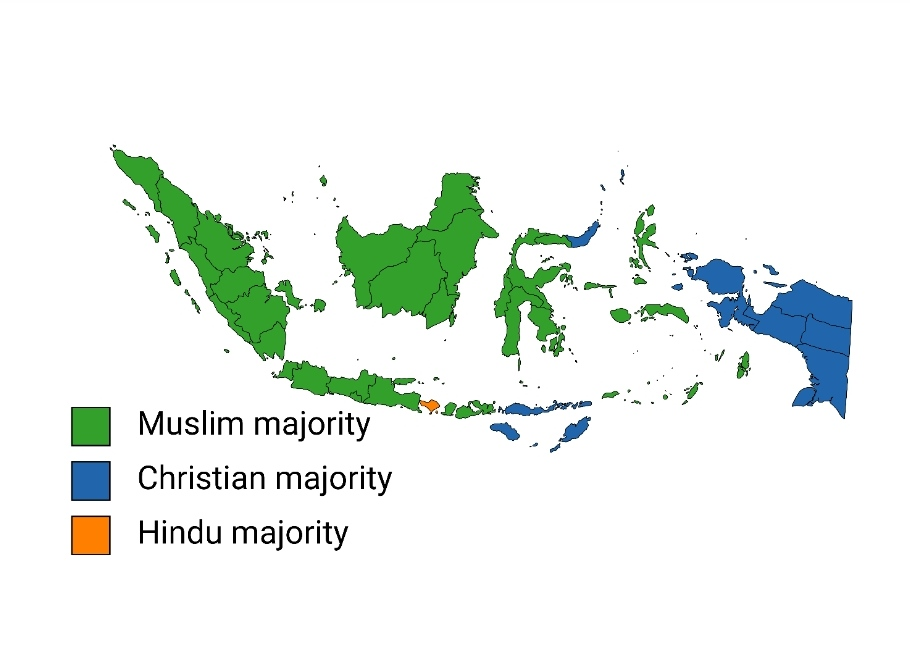
印尼各省不同宗教佔多數的省份分布圖。印尼人口中自認為穆斯林的佔比為86.7%。

在爪哇島、蘇門答臘島、西努沙登加拉省、蘇拉威西島、加里曼丹沿海地區和北摩鹿加省的大部分地區，穆斯林人口佔多數。穆斯林在巴布亞、巴厘島、東努沙登加拉省、北蘇門答臘省的部分地區、加里曼丹的大部分內陸地區和北蘇拉威西省構成不同比率的少數信仰族群。蘇哈托總統執政時期所贊助的大規模國內移民計畫和最近的自發性國內移民，有大量穆斯林信徒進入印尼群島的東部地區，在當地提高穆斯林人口的佔比，也升高不同信仰者（當地原住民及移民）之間的衝突。
印尼國內移民計畫在過去30年中把該國的人口結構改變。在該國以前以基督教為主的東部地區，穆斯林人口比例增高。到1990年代初，基督徒在摩鹿加群島的有些地區首次變成少數群體。雖然政府資助從人口稠密的爪哇島和馬都拉島移民到人口稀少的地區，導致安置區穆斯林人口的增加，但沒有證據顯示印尼政府企圖在原基督徒佔比高的地區讓穆斯林成為多數，而大多數穆斯林的遷移似乎均為自發性。不管其意圖如何，移民政策所產生的經濟和政治影響，而導致移入地區不同信仰者之間發生衝突。

### 印尼各省和地區的穆斯林佔比
根據印度尼西亞內政部的資料，印尼各省和地區穆斯林佔比的資料如下：
| 省份                          | 穆斯林人口   | 當地總人口   | 穆斯林百分比 |
| ----------------------------- | ------------ | ------------ | ------------ |
| 亞齊特區 (全國最高佔比)       | 5,248,397人  | 5,325,010人  | 98.56        |
| 巴厘島 (全國最低佔比)         | 430,918人    | 4,273,992人  | 10.08        |
| 邦加-勿里洞省                 | 1,309,857人  | 1,455,485人  | 89.99        |
| 萬丹省                        | 11,177,615人 | 11,788,728人 | 94.81        |
| 明古魯省                      | 1,985,322人  | 2,032,767人  | 97.66        |
| 中爪哇省                      | 36,208,129人 | 37,227,604人 | 97.26        |
| 中加里曼丹省                  | 1,956,985人  | 2,639,990人  | 74.12        |
| 中蘇拉威西省                  | 2,394,259人  | 3,034,513人  | 78.90        |
| 東爪哇省                      | 39,852,053人 | 40,994,515人 | 97.21        |
| 東加里曼丹省                  | 3,324,889人  | 3,803,972人  | 87.40        |
| 東努沙登加拉省 (全國最低佔比) | 517,744人    | 5,484,580人  | 9.43         |
| 哥倫打洛省                    | 1,175,051人  | 1,198,765人  | 98.02        |
| 雅加達特別首都地域            | 9,391,996人  | 11,204,714人 | 83.82        |
| 占碑省                        | 3,381,844人  | 3,557,073人  | 95.07        |
| 楠榜省                        | 8,502,231人  | 8,853,275人  | 96.03        |
| 摩鹿加省                      | 990,547人    | 1,875,506人  | 52.81        |
| 北加里曼丹省                  | 507,775人    | 692,239人    | 73.35        |
| 北摩鹿加省                    | 981,118人    | 1,316,973人  | 74.49        |
| 北蘇拉威西省                  | 843,682人    | 2,655,970人  | 31.76        |
| 北蘇門答臘省                  | 10,064,383人 | 15,180,796人 | 66.29        |
| 巴布亞                        | 644,175人    | 4,552,037人  | 14.15        |
| 廖內省                        | 5,622,998人  | 6,454,751人  | 87.11        |
| 廖內群島省                    | 1,609,210人  | 2,055,278人  | 78.29        |
| 南加里曼丹省                  | 3,981,492人  | 4,103,719人  | 97.02        |
| 南蘇拉威西省                  | 8,261,698人  | 9,192,621人  | 89.87        |
| 南蘇門答臘省                  | 8,250,366人  | 8,490,335人  | 97.17        |
| 東南蘇拉威西省                | 2,556,327人  | 2,669,840人  | 95.74        |
| 西爪哇省 (全國穆斯林人口最高) | 46,297,810人 | 47,586,943人 | 97.29        |
| 西加里曼丹省                  | 3,284,816人  | 5,461,993人  | 60.13        |
| 西努沙登加拉省                | 5,234,183人  | 5,405,385人  | 96.83        |
| 西巴布亞省                    | 437,110人    | 1,148,538人  | 38.05        |
| 西蘇拉威西省                  | 1,207,743人  | 1,441,407人  | 83.78        |
| 西蘇門答臘省                  | 5,461,836人  | 5,596,336人  | 97.59        |
| 日惹特區                      | 3,413,493人  | 3,675,662人  | 92.86        |

| 區域       | 穆斯林人口    | 地區總人口    | 穆斯林百分比 |
| ---------- | ------------- | ------------- | ------------ |
| 爪哇島     | 146,341,096人 | 152,478,166人 | 95.97        |
| 加里曼丹   | 13,055,957人  | 16,701,913人  | 78.17        |
| 小巽他群島 | 6,182,845人   | 15,163,957人  | 40.77        |
| 摩鹿加群島 | 1,971,665人   | 3,192,479人   | 61.75        |
| 蘇門答臘島 | 51,436,444人  | 59,001,106人  | 87.17        |
| 蘇拉威西島 | 16,438,760人  | 20,193,116人  | 81.40        |
| 西巴布亞   | 1,081,285人   | 5,700,575人   | 18.96        |
| 印尼       | 236,508,052人 | 272,431,312人 | 86.81        |

## 伊斯蘭教派

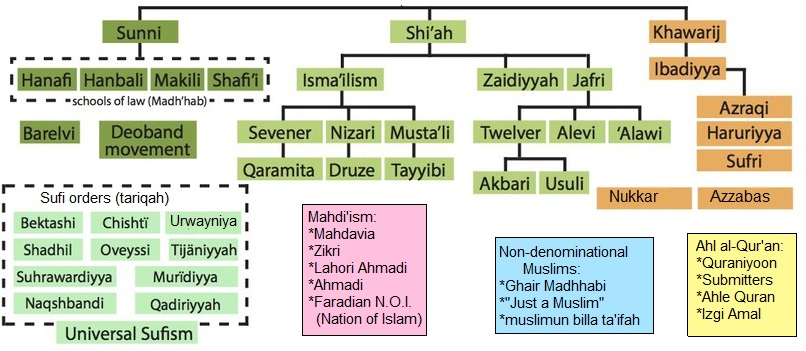
印尼伊斯蘭教中的派別為數眾多。

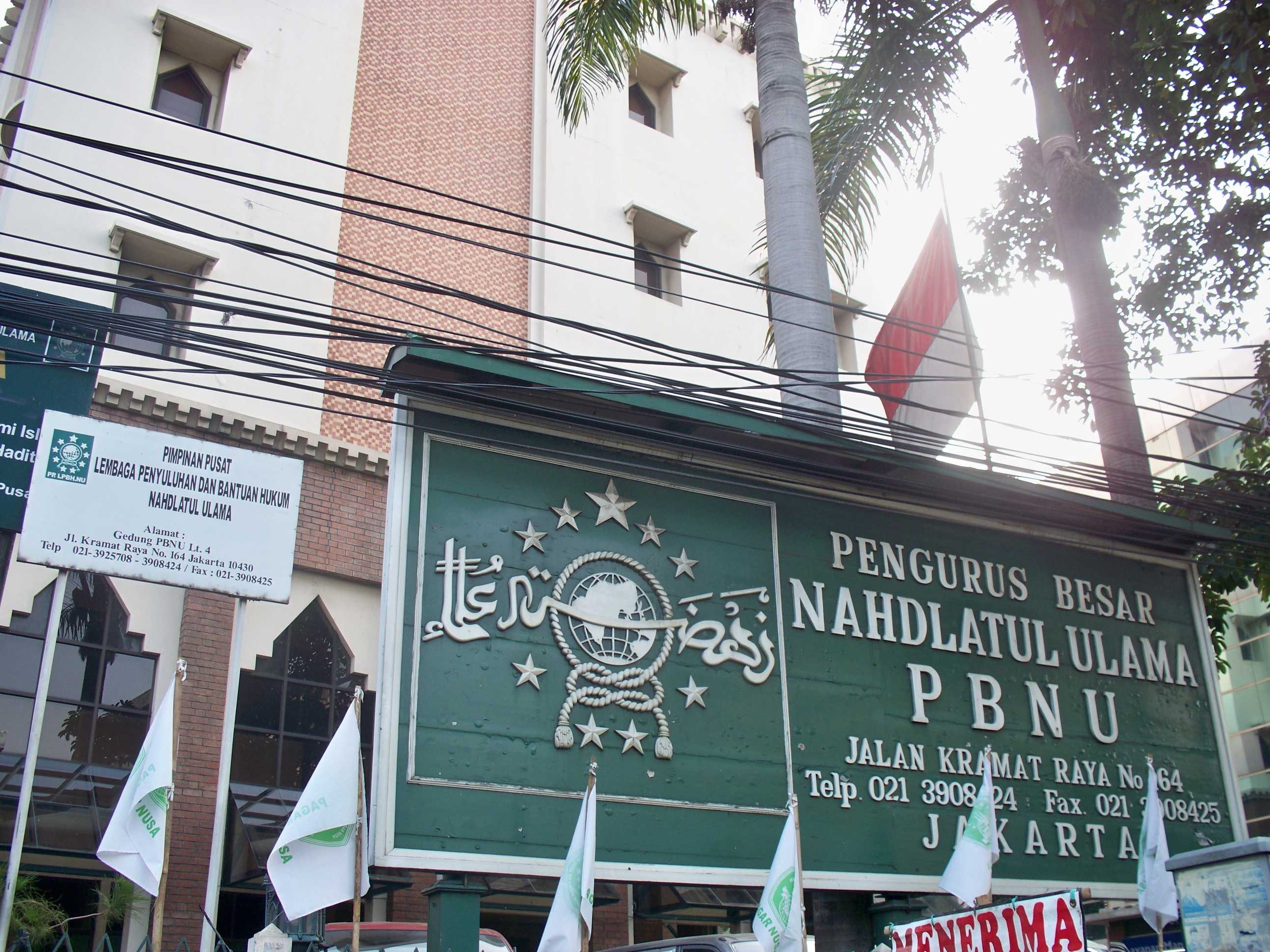
印尼深具影響力的公民組織 - 伊斯蘭教士聯合會（NU）的總部。

印尼的穆斯林人口中，信奉遜尼派的佔絕大多數，其他少數教派有什葉派和阿赫邁底亞派。就學派而言，遜尼派中的沙斐儀派佔主導地位。而沙斐儀派如此廣為散佈，被認為是由於來自阿拉伯半島南部的商人遵循這一學派的緣故。

### 印尼伊斯蘭教徒區分
古典文獻把印尼的穆斯林分為“名義上的”穆斯林（稱為阿邦干），這類人的生活方式較傾向非伊斯蘭式），以及“正統”穆斯林（ 伊斯蘭學校派，這類信徒堅持正統伊斯蘭規範）。阿邦干被認為是將原住民信仰和印度教-佛教信仰融入伊斯蘭教信仰的綜攝，有時也被稱為喀嘉文、爪哇主義（ Javanism），也有Kebatinan、 爪哇宗教（Agama Jawa）及爪哇民間信仰（Aliran Kepercayaan）的稱法。在爪哇，santri這一名稱不僅指一有意識地完全信仰伊斯蘭教者的人，也指那些離開世俗世界，專注奉獻於伊斯蘭學校（pesantren）活動的人， pesantren的字面意思是“虔誠遵守經典者（santri） 的地方”。但前述santri的確切性質和用法在史上一直存在爭議，今天被認為均已過時。

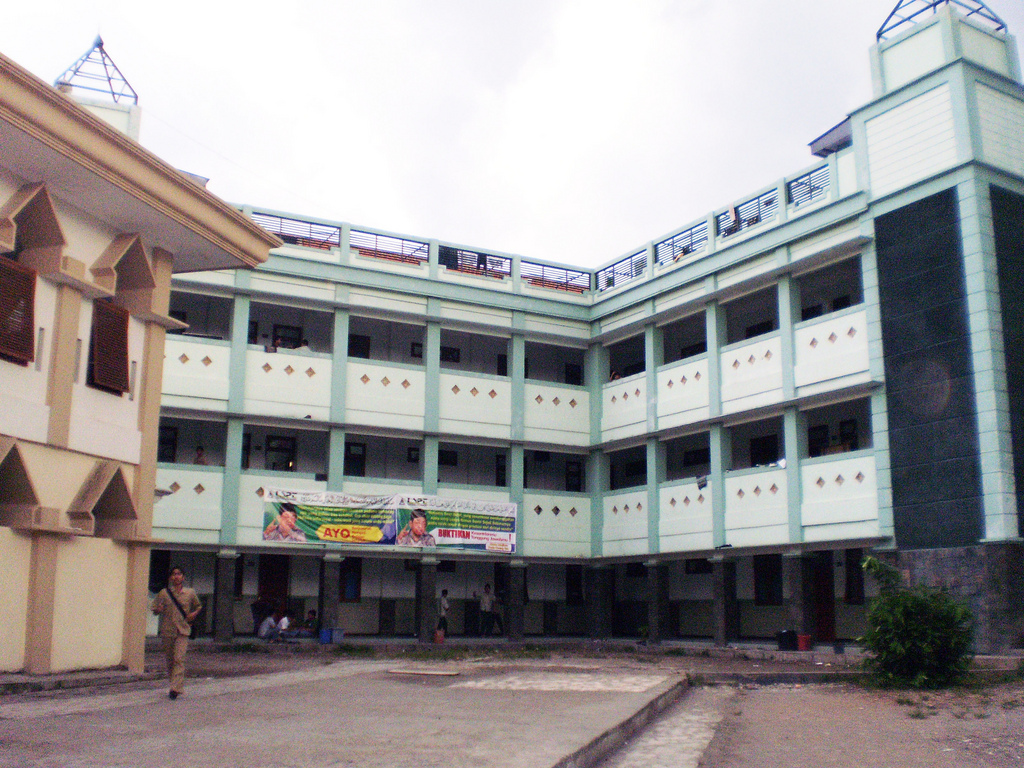
在占碑省的一所伊斯蘭學校（Pesantren）。

而在當代，則常用“傳統主義”和“現代主義”來做區分。以熱心倡導群島伊斯蘭的公民組織伊斯蘭教士聯合會（NU）所代表的是傳統主義，這是一個根據印尼文化，經歷過互動、語境化、本土化、解讀和通俗化，而形成獨特的伊斯蘭教模式。他們擁抱群島伊斯蘭，提倡溫和主義、熱情、反激進主義、包容和寬厚。另一方面是現代主義，這派人深受伊斯蘭現代主義的啟發，民間社會組織穆罕馬迪亞是知名的熱切支持者。現代主義穆斯林倡導印尼的伊斯蘭改革，而印尼當前做法被認為是偏離伊斯蘭史上正統觀念。他們強調古蘭經和聖訓的權威，反對綜攝和反對對烏理瑪的塔格利德（對教導不合情理的依循）。但根據最近的分析，這種劃分也被認為過於簡單化。自1990年代以來，穆罕馬迪亞已朝著更薩拉菲運動的方向發展。薩拉菲運動是遜尼派的一個改革派分支，呼籲根據第一代穆斯林去理解古蘭經和聖訓，避免後來引入其他事物進入信仰，這種思潮已在印尼社會中開始擴展。

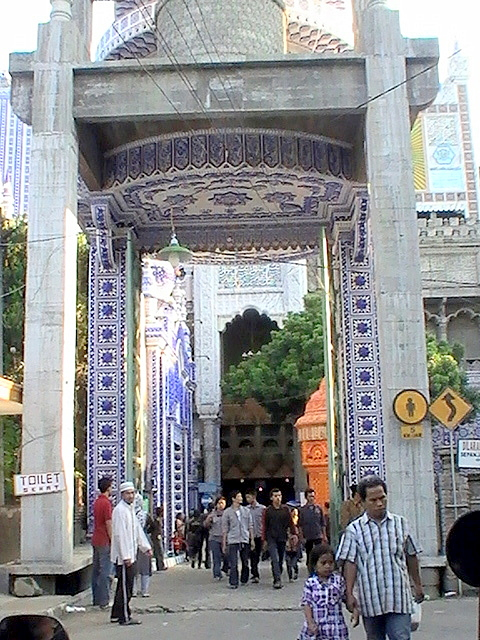
在東爪哇省圖連（Turen）的提邦清真寺（Masjid Tiban）與伊斯蘭教寄宿學校。

]
 

### 喀嘉文

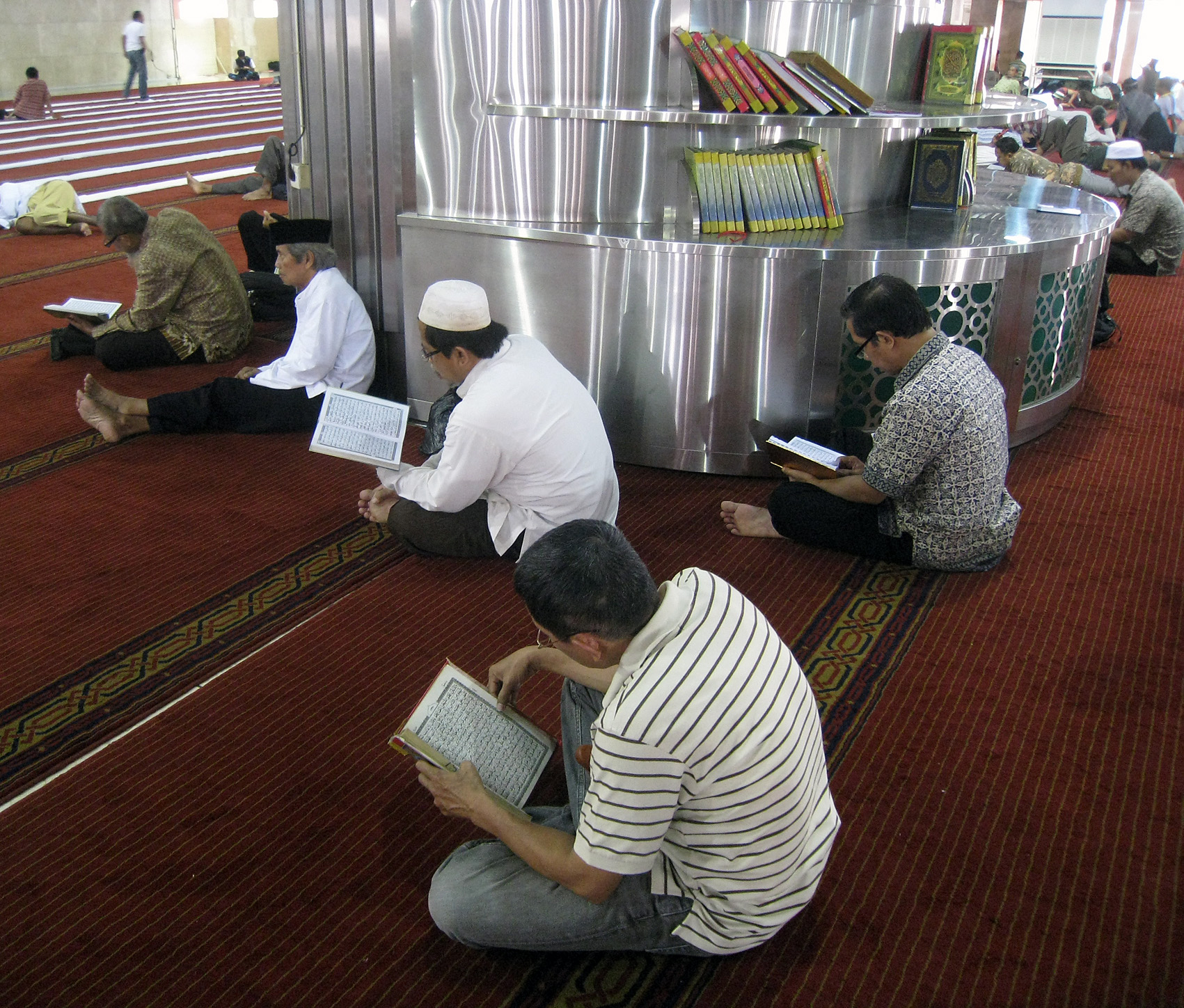
在伊斯蒂克拉爾清真寺內研讀古蘭經的穆斯林。

伊斯蘭教受到印尼群島中既存的不同規範和觀念的當地文化所影響。主要例子是被稱為喀嘉文的伊斯蘭教綜攝形式，這是種泛靈論、印度教-佛教和伊斯蘭教（尤其是蘇菲主義）的混合體。這種組織鬆散的思想和信仰潮流在1945年的憲法中被合法化，而在1973年，當它被承認為一種信仰分流時，蘇哈托總統自認為是其追隨者。喀嘉文是源自泛靈論、印度教、佛教和伊斯蘭教的形而上學、神秘主義和其他深奧學說的結合。雖然爪哇文化有兼容並蓄特性，對新宗教持開放態度，但只有那些已被過濾而接受後才能融入爪哇的文化、性格和個性。爪哇的理想包含有智慧（wicaksana）、心靈（waskita）和完美（sempurna）的結合。追隨者必須控制自己的激情，遠離塵世的財富和舒適，以便有朝一日可達到啟蒙的和諧並與宇宙精神結合。
根據新加坡作者與政治家李炯才的說法，喀嘉文無特定的先知和神聖經書，也沒有獨特的宗教節慶和儀式。然而，不同種類的喀嘉文運動都有其創立基礎文字和創始人。
喀嘉文信仰者可以是印尼6種官方認可宗教之一的信徒，但也認同喀嘉文信仰和生活方式。雖然印尼建國五原則中的第一項就標明只承認“信仰獨一無二上帝”的宗教，這通常被認為是該國只認可一神論的理由，但有廣泛未被政府承認的宗教和教派也受到容忍。印尼宗教事務部在日惹的代表提出的1956年報告中，顯示爪哇有63個非官方認可的教派。其中有22個在西蘇門答臘省，35個在中爪哇省，6個在東爪哇省。
其中也包括喀嘉文信仰團體，例如蘇瑪拉信仰。這種鬆散組織的思想和信仰在1945年的憲法中被合法化，但未能獲得官方承認為一種宗教。喀嘉文在1973年被認定為是信仰唯一全能上帝）的信仰，但管轄工作則由宗教事務部轉給印尼教育文化部。
喀嘉文通常被描述為神秘的，其中有些流派與精神上的自我控制有關。雖然爪哇在1992年有許多流派，這種信仰經常被暗指為泛靈崇拜，因為這種信仰鼓勵犧牲，以奉獻給當地及祖先的神靈。。這些神靈被認為棲息在自然物體、人類、文物和重要的瓦里（穆斯林聖徒）的墓地。疾病和不幸事件都由這些這些神靈造成，如果祭祀或是朝聖均無法安撫神靈，則需尋求巫師或是巫醫來幫忙解決。

### 其他分支
最近在印尼紮根的伊斯蘭思想潮流包括伊斯蘭主義。當前印尼的主要伊斯蘭政黨是繁榮正義黨 (PKS)，PKS為穆斯林兄弟會在印尼的區域分支而為人知。:34
少數人信奉什葉派和阿赫邁底亞派。印尼約有100萬什葉派穆斯林，佔該國人口的0.5%，其中大部分居住在雅加達附近。歷史上的什葉派社區被認為是少數哈德拉毛人移民的後裔，從亞齊開始向外傳播，亞齊曾是什葉派的中心。在當代伊朗伊斯蘭革命之後，人們開始對什葉派的興趣增長，從那時起有些什葉派出版物被翻譯成印尼語。印尼另有一伊斯蘭教的少數派 - 阿赫邁底亞。根據美國創立的世界宗教數據檔案協會（ARDA）中的資料，印尼約有400,000名阿赫邁底亞穆斯林，分佈在全國542個組織中。阿赫邁底亞派穆斯林最早傳入印尼是在1925年夏天（大約是在印尼獨立革命前20年），由這個派別的傳教士拉赫馬特·阿里 (Rahmat Ali) 進入蘇門答臘島，在亞齊的塔帕克團開始活動，初期有13名信眾 。 什葉派和阿赫邁底亞穆斯林都面臨日漸增多的反動和激進伊斯蘭團體的不容和迫害。

### 伊斯蘭教相關組織

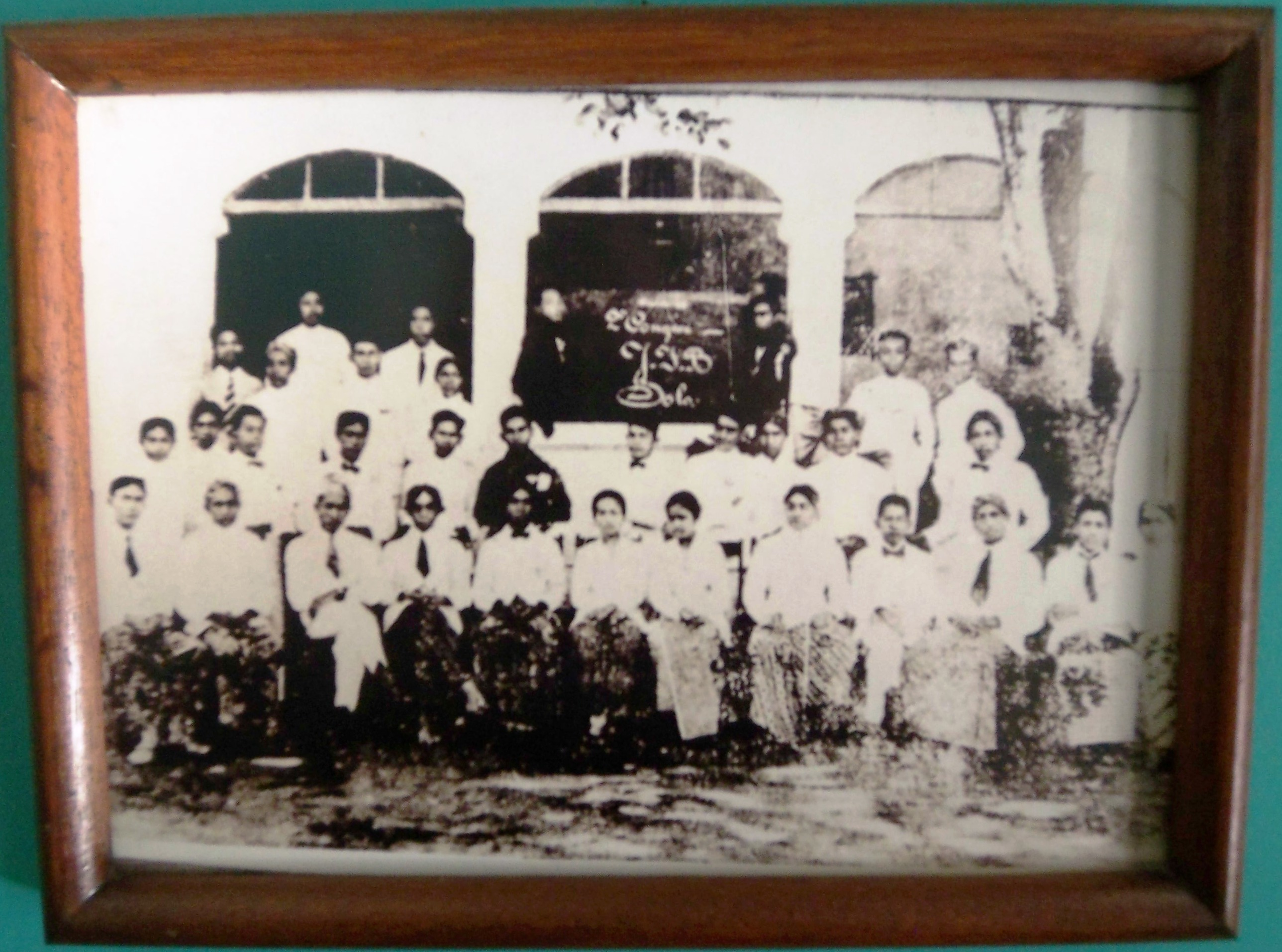
參與1928年在巴達維亞舉行的青年誓言大會，青年穆斯林聯盟（Jong Islamieten Bond (Young Muslim Union)）派遣的代表。

在印尼，歷來公民組織在穆斯林社會中均佔有獨特而重要的地位。這些機構在知識話語和公共領域，為社區運動提供新的思想和資源，有巨大的貢獻。:18–19印尼的2億多穆斯林中有75%屬於伊斯蘭教士聯合會（NU）或是穆罕馬迪亞，讓這些組織成為印尼公民組織中的“鋼鐵框架”。
NU是最大的穆希林傳統主義組織，專注於社會、宗教和教育等眾多活動，並間接經營該國大部分的伊斯蘭寄宿學校。NU聲稱擁有4,000至6,000萬追隨者，是該國最大的公民組織，也許是世界上最大的伊斯蘭組織。NU成立於1926年，會員遍及全國，在爪哇農村地區尤為強大。在政治層面，NU、馬斯友美黨（Masyumi）和另外兩個政黨共同在1973年被迫組成一個單一的伊斯蘭政黨 - 聯合發展黨（PPP）。這種變化可能削弱NU成為政治實體的能力，譬如NU已退出積極的政治競爭，但NU仍是個受歡迎的宗教力量，具有良好組織狀況和構建全國辯論議題的能力。

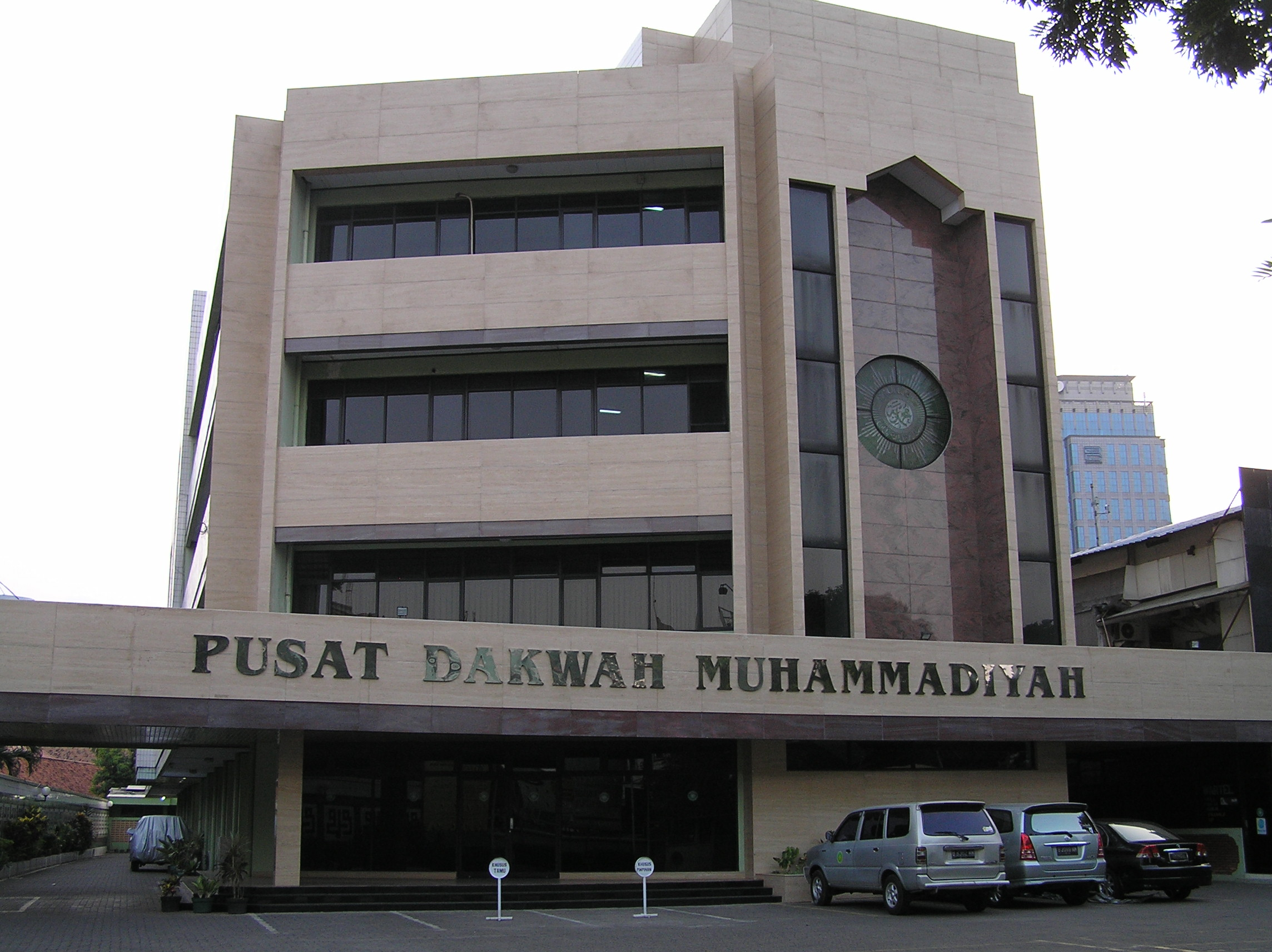
印尼伊斯蘭教第二大公民組織 - 穆罕馬迪亞在雅加達的總部。

穆罕馬迪亞是現代主義的公民組織，在全國各地設有分支機構，擁有大約2,900萬追隨者。這個組織成立於1912年，經營清真寺、祈禱所、診所、孤兒院、救濟院、學校、公共圖書館和大學。1998年2月穆罕馬迪亞的中央委員會和省級領導同意支持前組織總主席阿敏賴斯參與總統競選。這是該組織首次正式涉足黨派政治，而引發組織成員之間的爭議。
一些較小的伊斯蘭公民組織，對於伊斯蘭教義擁有廣泛不一的見解。這類意識形態的一端有個有爭議性的伊斯蘭教自由網絡（JIL），這個網絡的目的是促進對伊斯蘭思想的多元化和更自由的解釋。
同樣有爭議的是意識形態在另一端的團體，例如印尼伊扎布特（印尼伊斯蘭解放黨）(HTI)，這個團體主張組成泛伊斯蘭哈里發國和全面實施伊斯蘭教法，印尼聖戰者委員會 (MMI)主張實施伊斯蘭教法作為成立伊斯蘭國家的前身，以及時有暴力作為的伊斯蘭捍衛者陣線 (FPI)。介於這兩個極端之間存有各式小型組織。印尼伊斯蘭傳播學院 (LDII)是個持續成長中的小組織。

## 歷史

### 伊斯蘭教在印尼的傳播（1200年-1600年）

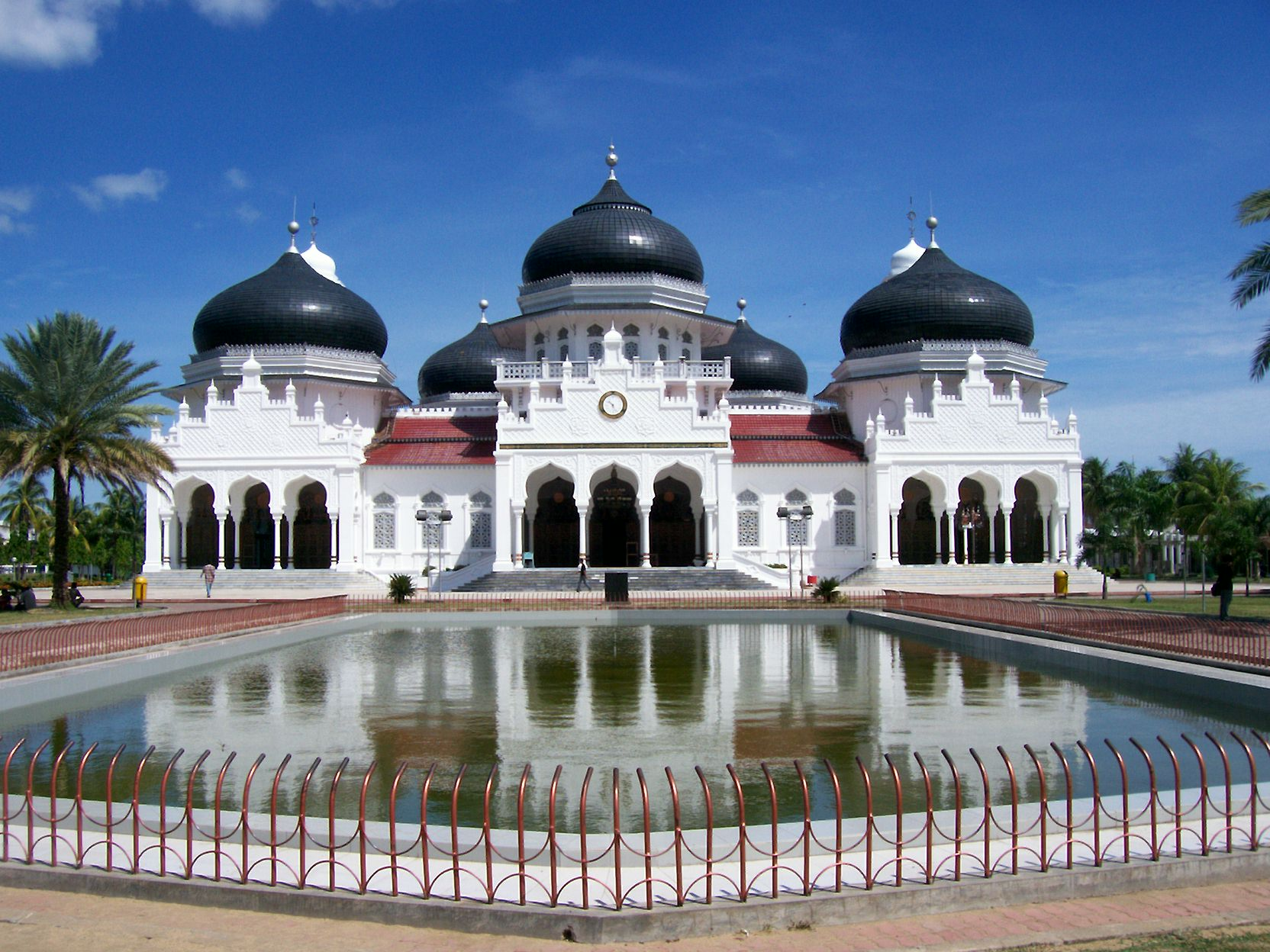
在亞齊特區班達亞齊市的拜圖拉赫曼大清真寺，亞齊特區是伊斯蘭教首度抵達印尼的所在。

有證據顯示早在8世紀就有阿拉伯穆斯林商人進入印尼。但直到13世紀末，伊斯蘭教才開始在當地傳播，起初經由阿拉伯穆斯林商人，然後經由學者傳教士。當地統治者的採納和精英階級的皈依更促成進一步的發展。傳教士來自各地，最初是南亞（古吉拉特邦）和東南亞（占婆），後來則由阿拉伯半島南部（哈德拉毛）而來。
13世紀，蘇門答臘北部海岸開始有伊斯蘭政體出現。威尼斯共和國商人和探險家馬可·波羅口述，經由他人撰寫的《馬可·波羅遊記》，其中提及在公元1297年，今日蘇門答臘島亞齊的波拉克有個由摩爾商人建立的新社區，這是已知在印尼有阿拉伯穆斯林社區的最早紀錄。顯示穆斯林王朝的第一個證據是伊斯蘭曆696年（公元1297年）蘇木都剌國首位統治者馬利庫薩雷的墓碑。到13世紀末，伊斯蘭教已在北蘇門答臘立足。
一般來說，當地商人和主要王國的皇室最先接受這種宗教。隨著穆斯林商人與當地婦女結婚，一些較富有的商人與精英統治家庭聯姻，伊斯蘭教在統治階級中加速傳播。接著是地方性統治者與其隨從，再接著就是一般印尼百姓開始接受。雖說伊斯蘭教的傳播是緩慢而漸進的，但有限的證據顯示傳播速度在15世紀時加速，是因為當時位於馬來半島的馬六甲蘇丹國和統治該地區的其他伊斯蘭蘇丹國，透過戰爭及控制海上貿易而達成。
到14世紀，伊斯蘭教已在馬來亞東北部、文萊、菲律賓西南部以及東爪哇和中爪哇沿海的一些宮廷中立足，到15世紀，進而傳播到馬六甲和馬來半島的其他地區。 在爪哇，信奉印度教的滿者伯夷王國在15世紀衰落，來自阿拉伯、印度、蘇門答臘島和馬來半島以及中國的穆斯林商人開始控制之前由滿者伯夷商人所控制的區域貿易。中國明朝對馬六甲提供廣泛的支持。明代鄭和下西洋（1405年至1433年）期間讓中國穆斯林得以在巨港和爪哇島北部海岸建立定居點。馬六甲積極鼓勵當地人皈依伊斯蘭教，而明朝艦隊則積極在爪哇北部沿海建立華裔-馬來裔穆斯林社區，從而形成永久對抗爪哇印度教徒的形勢。到1430年，明朝遠征軍在爪哇北部港口如三寶壟、淡目、圖班和泗水（舊名Ampel）建立華人、阿拉伯人和馬來人的穆斯林社區；伊斯蘭教因此開始在爪哇北部岸站穩腳步。馬六甲在中國明朝的保護下繁榮昌盛，而滿者伯夷則逐步敗退。在此期間的主要穆斯林王國包括蘇門答臘北部的蘇木都剌國、蘇門答臘東部的馬六甲蘇丹國、爪哇中部的淡目蘇丹國、蘇拉威西島南部的戈瓦蘇丹國以及東部摩鹿加群島的特尔纳特蘇丹國和蒂多雷蘇丹國。
有史以來，印尼當地人是泛靈論、印度教和佛教的追隨者。然而伊斯蘭教透過貿易、王室皈依和征服的同化方式，到16世紀末已經取代印度教和佛教成為爪哇和蘇門答臘的主要宗教。在此過程中，“來自印度教-佛教時代的文化影響大多受到容忍或納入伊斯蘭儀式。”伊斯蘭教並沒抹殺先前存在的文化；而是在規則和藝術中融入及嵌入當地的習俗和非伊斯蘭元素，並將其重新定義為伊斯蘭傳統。
在某種程度上，當時盛行的蘇菲主義被認為是伊斯蘭教與其他宗教融合的主要推動力量。在傳播初期，抵達印尼群島的蘇菲主義伊斯蘭學者中擁有強大的影響力，當時的納克什班迪教團和卡迪里耶教團等許多蘇菲主義派別吸引許多新的當地人加入。然後開始滲入當地社會的不同層面。在此過程中繁盛發展的蘇菲神秘主義塑造出當時印尼伊斯蘭教的融合、折衷和多元化的本質。早在13世紀，阿拉伯世界就知道蘇菲主義在印尼群島廣泛傳播。此時期之後最重要的印尼蘇菲主義信徒是16世紀的詩人和作家哈姆札·泛蘇力。:4蘇菲主義在印尼的卓越地位一直持續到阿拉伯半島取代東南亞，從阿拉伯半島而來的學者帶來更多正統教義和伊斯蘭教的概念。
有理論認為印尼人逐漸接受伊斯蘭教是因為覺得中南半島有強大的印度教-佛教王國如柬埔寨、緬甸和泰國存在，因而轉向中東及非洲尋求同盟的結果。隨著爪哇港口城鎮信仰伊斯蘭教，而導致在東爪哇以印度教-佛教立國的滿者伯夷王國在16世紀滅亡。而殘餘的統治階級最後逃到巴厘島，在那裡建立爪哇島印度教，擁有超過250萬信徒。而蘇門答臘沿海情況不同，貴族精英和一般大眾均接受伊斯蘭教，部分是需要對抗爪哇島的印度教-佛教王國的經濟和政治勢力。而在爪哇內陸的精英逐漸接受伊斯蘭教。之後伊斯蘭教成為爪哇精神文化的法律和宗教內涵。印尼東部島嶼在17世紀和18世紀接受伊斯蘭教和基督教之前，基本上一直信仰的是泛靈論，而巴厘島持續維持印度教徒佔多數的情況。到15世紀後期，滿者伯夷王國開始衰落，最後在1520年代被淡目蘇丹國滅亡；1527年，穆斯林統治者將新征服的巽他格拉巴改名為Jayakarta，意為“寶貴的勝利”，最終簡化為Jakata（即今日雅加達之名）。隨後伊斯蘭教正式在爪哇島開始傳播，依靠受人尊敬的蘇菲主義聖徒瓦利松戈（或稱九聖）的傳教熱忱而廣為傳播。
雖然伊斯蘭教傳播是印尼史上最重要的過程之一，但其發展歷史仍然證據零碎，且信息不足。讓人對伊斯蘭教如何傳入印尼的了解有限；對於印尼人民的皈依理由，學者之間存在相當大的爭議。對傳播的早期階段，主要證據是墓碑和一些旅行者的敘述，但這些只能表明當地穆斯林在某時，及在某地有此信仰。這些證據不足以全面解釋更複雜的問題，例如生活方式如何受到新宗教的影響，或者對社會影響到何程度。

### 近代早期（1600年-1945年）

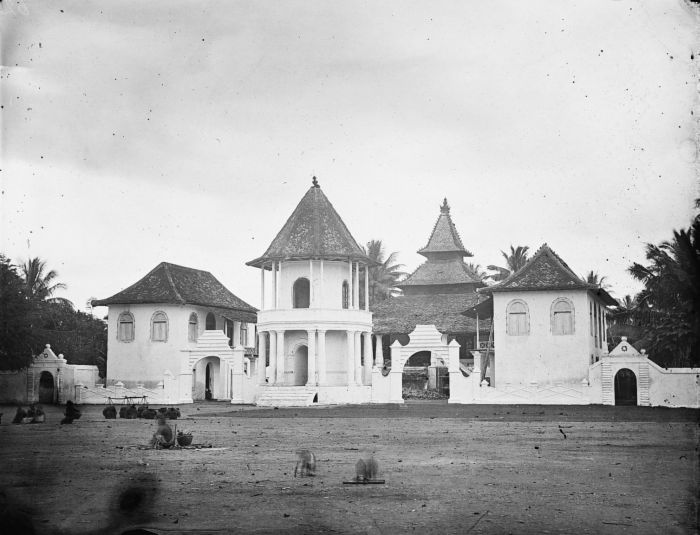
位於中爪哇省帕提縣，建於荷屬東印度殖民時期，具有歐洲建築風格的清真寺。

荷蘭人受到當地自然資源和貿易所產生的財富所吸引，於17世紀進入爪哇。荷蘭人進駐後，把中央貿易港口的業務壟斷。但因為原來的穆斯林商人被迫遷移到更小、更偏遠的港口，而把伊斯蘭教帶進農村省份，等於協助伊斯蘭教傳播。20世紀初，“伊斯蘭教成為凝聚抵抗殖民主義的旗幟”。
在此期間，歐洲人在印尼的擴張，促成引入蒸汽動力運輸和印刷技術。結果是印尼與其他伊斯蘭世界地區，特別是中東地區的互動顯著增加。:2在麥加，來自印尼朝聖者的數量呈指數級增長，而得到“漢志之米”的稱號。學者和學生的交流也有所增加。在1920年代中期，約有200名東南亞學生（主要是印尼人）在開羅學習，大約有2,000名沙烏地阿拉伯公民具有印尼血統。從中東歸來的人成為伊斯蘭學校講師的骨幹。
同時，伊斯蘭世界中一些新興的宗教思想和運動激發印尼的伊斯蘭思潮。尤其是受到伊斯蘭學者穆罕默德·阿布都的伊斯蘭現代主義的啟發，這個主義強調回歸宗教的原始經文。印尼現代主義運動針對印尼伊斯蘭教的融合性提出批評。它主張改革，並消除傳統中被認為是非伊斯蘭教的元素。該運動還渴望把現代性元素融入伊斯蘭教，例如建立結合伊斯蘭教和世俗課程的學校，其獨特之處在於訓練女性成為傳教士。通過改革者的活動和反對者的反應，印尼社會變得更加牢固地沿著社區（aliran）性，而非階級性的方式構建。

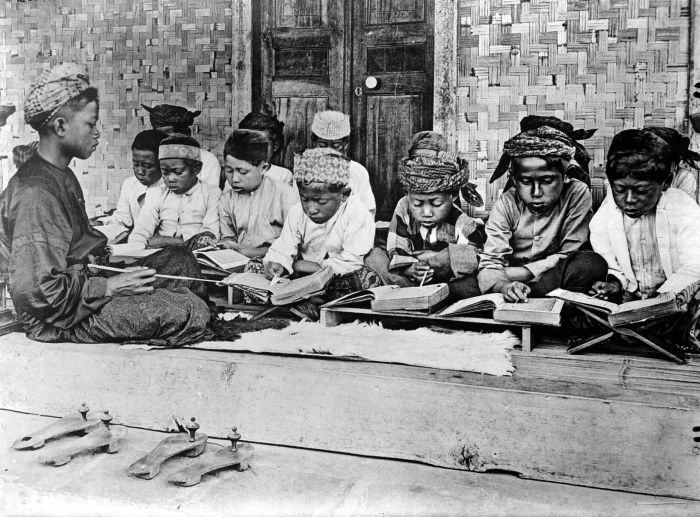
在荷屬東印度時期，學習可蘭經的爪哇兒童。

改革運動尤其紮根於西蘇門答臘省的米南加保人地區，當地烏理瑪在早期改革運動中發揮過重要作用。:35319世紀在麥加擔任伊瑪目的米南加保人謝赫·艾哈邁德·哈提卜·阿爾-米南加巴維為改革訓練做出巨大貢獻。他曾獨自教育出許多重要的印尼穆斯林人物。1906年，阿爾-米南加巴維的弟子塔西爾本加拉盧丁在新加坡的馬來語報紙al-Iman上撰寫文章。5年後，另位改革派烏理瑪阿卜杜拉·艾哈邁德在西蘇門答臘省的巴東出版印尼首份大眾傳媒Al-Munir雜誌。20世紀初，西蘇門答臘省出現穆斯林現代主義學派，如Adabiah（1909年）、Diniyah Putri（1911年）和Sumatra Thawalib（1915年）。現代主義運動也建立起爪哇支持者基礎。在中爪哇省梭羅
，左翼穆斯林哈吉·米斯巴赫創立月刊Medan Moeslimin，以及期刊Islam Bergerak。在日惹市，艾哈邁德·達蘭（也是米南加巴維弟子），於1911年創設穆罕馬迪亞，帶頭建立伊斯蘭群眾組織。穆罕馬迪亞迅速擴大其在整個群島的影響力，例如阿巴度·卡林·阿姆魯拉在1925年在西蘇門答臘省建立分會。其他現代主義組織還有伊斯兰改革与指引协会 (1914年) 和PERSIS (1923年)。不久之後，為應對日益增長的改革浪潮威脅，代表傳統主義的NU由阿爾-米南加巴維的另一弟子哈辛阿系阿里於1926年創立。:356其他的傳統主義組織包括伊斯蘭教育運動（Perti，1930年）和位於龍目島的國家復興會（1953年）。
伊斯蘭教的改革主義思想和當地人日益增長的主權意識相結合，導致這種宗教成為反對荷蘭殖民主義的政治鬥爭工具，伊斯蘭教獲得短暫的發展。最早的例子是發生在米南加保的帕德里戰爭（另稱米南加保戰爭）。帕德里戰爭在其開始時受到瓦哈比主義啟發，目的在淨化印尼的伊斯蘭教。在這次戰爭（1803年-1837年）期間，這種運動最終變成為反對荷蘭殖民主義的鬥爭，但與此同時，這場戰爭也與半世俗的阿達特米南加保貴族和傳統酋長的部落作戰。其中一位伊斯蘭教領導人 伊瑪目·朋佐爾被追贈為印度尼西亞民族英雄。 In the early 20th century, Sarekat Islam was developed as the first mass nationalist organization against colonialism.在20世紀初，當地的伊斯蘭聯盟（Sarekat Islam）發展成為首個反對殖民主義的群眾民族主義組織，將其作為群島中廣泛多樣的族群和文化的共同身份，特別用來對抗被認為是敵人的基督教徒統治者。像Jamiat Kheir等教育機構也支持這種趨勢。伊斯蘭教在此過程裡賦予參與者認同感，而有助於印尼民族主義的滋長。在此情況下，早期印尼民族主義者渴望將自己呈現為烏瑪（全球伊斯蘭社群）的一份子。他們還對伊斯蘭議題，例如重建哈里發國和泛伊斯蘭主義等運動產生興趣。荷蘭殖民政府基於上述的原因，把伊斯蘭教視為潛在威脅，並特別對從中東返回印尼的朝聖者和學生抱持懷疑的態度。一個類似伊斯蘭民族主義組織印尼穆斯林聯盟（PERMI）遭到荷蘭殖民政府的嚴厲鎮壓，成員（包括拉蘇娜·薩伊德女士）遭到逮捕。
然而伊斯蘭教作為印尼民族主義的載體，在世俗民族主義和更激進的如共產主義的出現後，角色逐漸減弱。 Sarekat Islam內部改革派和傳統派之間的鬥爭也是導致衰落的原因。這種情況在穆斯林社區內產生領導角色真空的情況，而由穆罕馬迪亞、NU、更具清教徒傾向的PERSIS以及Al-Irshad Al-Islamiya協會等公民組織來填補。這些組織堅持採取非政治立場，專注於社會改革和傳教。這種趨勢在日本佔領期間也持續存在，日本佔領者對伊斯蘭教採取矛盾的立場 - 伊斯蘭教被認為既是潛在的盟友（對抗西方帝國主義），同時也是日本大東亞共榮圈策略的潛在敵人。

### 獨立後（1945年之後）

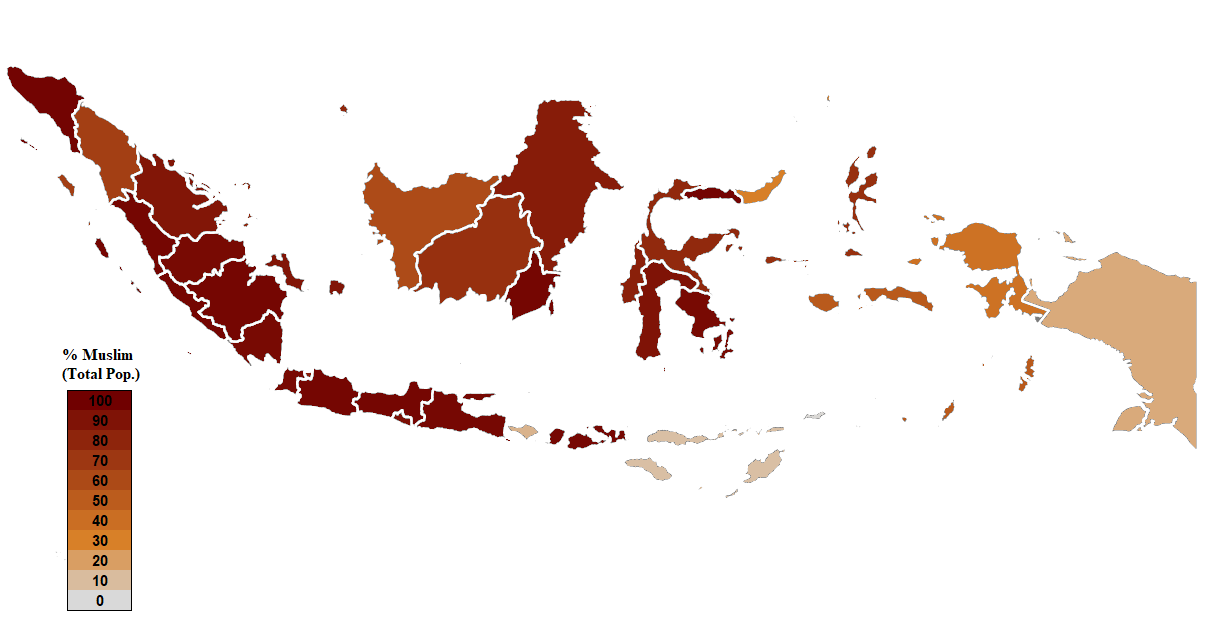
印尼行政區域中，穆斯林在當地人口占比示意圖(2010年)

印尼在1945年宣布獨立，成為當時世界上穆斯林佔多數國中的第二大國家。到1971年孟加拉國脫離巴基斯坦獨立後，印尼的排名躍為世界第一。獨立後的印尼穆斯林社會在各方面都發生重大的動盪，原因是國家獨立本身、當地穆斯林識字率和教育程度提高、來自中東的資助以及與其他穆斯林國家間加速的交流。
當地穆斯林社會的發展讓印尼更接近伊斯蘭知識活動的中心。許多學者和作家通常通過與外國同時代人的知識交流，為印尼語境中伊斯蘭教義解讀發展做出貢獻。烏拉瑪哈姆卡是位現代主義作家和宗教領袖，他因寫作《Tafsir al-Azhar》而聞名。這是首部用印尼語寫就的全面古蘭經註釋（太甫綏魯），這部著作的目的是在馬來-米南加保文化中解釋伊斯蘭教義。哈倫·納蘇洵是位開創性的學者，在印尼知識界中堅持人文主義和理性主義觀點，倡導一種被描述為新穆爾太齊賴派的立場。諾綽里斯·瑪吉德 (Cak Nur) 是位極具影響力的學者，他以發展現代主義和改革主義話語而著稱，他主要受到巴基斯坦伊斯蘭哲學家Fazlur Rahman Malik的影響。阿卜杜拉赫曼·瓦希德（Gus Dur，後來成為印尼總統），在巴格達大學接受伊斯蘭教育，後來成為印尼自由主義伊斯蘭潮流的核心人物。庫拉西希哈柏編寫《Tafsir Al-Mishbah》，這部書被認為是印尼主流伊斯蘭知識分子對印尼伊斯蘭教解釋（太甫綏魯）的標準。
伊斯蘭組織在獨立後的活動也有所擴大，特別是在傳教活動（達瓦）和生活方式的伊斯蘭化。印尼宗教事物部報告說，直到1960年代，只有少數穆斯林會進行日常禮拜和天課。但此情況在穆罕默德·納席爾領導的印尼伊斯蘭達瓦委員會（DDII），再加上前述穆罕馬迪亞、NU和PERSIS的推動而發生巨大變化。在伊斯蘭神職人員中，印尼烏理瑪委員會 (MUI) 一直是有關伊斯蘭立法和司法問題的權威機構，並主要經由發布教令來指導印尼伊斯蘭生活的總體方向。最近，像DDII和伊斯蘭阿拉伯印尼大學這類組織在沙烏地阿拉伯和其他波斯灣阿拉伯國家資助下，充當推廣薩拉菲運動或瓦哈比派的工具（參見國際推廣薩拉菲運動及瓦哈比派）， “營造出更保守、更為宗教隔離的氣氛”並急於把傳統印尼伊斯蘭教遺產中所包含的泛靈論和蘇菲主義影響去除。在政治舞台上，穆罕馬迪亞和NU結盟成立馬斯友美黨，這個政黨在1960年遭到解散之前一直是伊斯蘭主流政黨。與此同時，諸如伊斯蘭之國、拉斯卡爾聖戰組織和伊斯蘭祈禱團等激進伊斯蘭組織也相繼出現，這種增長，主要也是有外國資金援助的結果。
印尼獨立當時，有關伊斯蘭教在政治中的作用引發過重大爭論，釀造出嚴峻的緊張局勢。爭論主要圍繞伊斯蘭教在印度尼西亞憲法中的地位。伊斯蘭團體渴望透過納入《雅加達憲章》（穆斯林有義務遵守伊斯蘭教法），讓伊斯蘭教取得憲法中的最高地位，而遭到當時的領導者蘇卡諾拒絕，他依循的是建國五項原則，建立多元化的憲法。最終，“印尼採用的是民法典而非伊斯蘭法典。”但印尼修憲鬥爭仍未停歇。穆斯林對蘇卡諾政權的敵意在不同場合中出現，最著名的的是由安索爾青年運動（NU的年輕人派別，最初曾支持過蘇卡諾政權）和其他伊斯蘭團體積極參與的印度尼西亞大屠殺 (1965年－1966年)。甚至被稱為名義上的穆斯林的阿邦干也成為殺戮的目標。共產主義因為具有無神論的本質，而且當時的伊斯蘭教領導者多半為地主階級，而被認為與伊斯蘭教站在敵對的立場。
接下來在蘇哈托總統當政的新秩序期間，穆斯林的宗教信仰更為強化。伊斯蘭團體原本希望新秩序是盟友，但因為當政者試圖修改教育和婚姻法案，使其成為為更傾向世俗的法規後，旋即成為對立者。政府的作為遭到強烈反對，婚姻法因此成為伊斯蘭法典。蘇哈托還試圖鞏固建國五項原則作為唯一的國家意識形態，也被伊斯蘭團體激烈抵抗，加以拒絕。在蘇哈托政權下，為遏制伊斯蘭教這種政治意識形態，而強行讓所有伊斯蘭政黨結合為一由政府監督的伊斯蘭聯合發展黨（PPP）。某些伊斯蘭組織（最著名的是MUI、DDII和印尼穆斯林知識分子協會（ICMI））被蘇哈托政權吸收，讓政權獲益。蘇哈托總統在1998年辭職，“印尼壓制宗教和社會的結構隨之崩潰。”

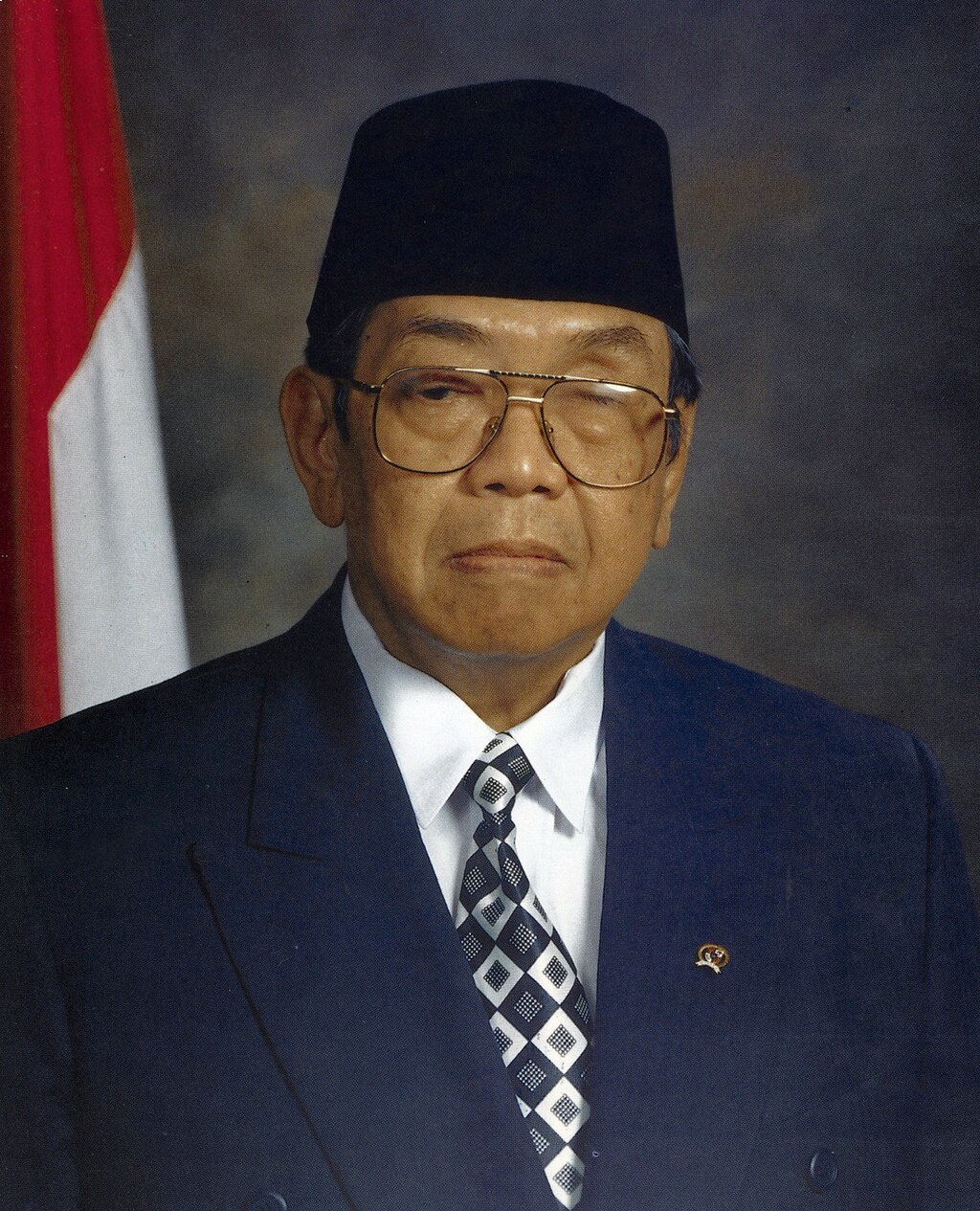
阿卜杜拉赫曼·瓦希德（通常人們以Gus Dur之名稱呼），是NU的領袖，也是印尼第四任總統。

在後蘇哈托時期（lang-id|Era Reformasi}}）初期，伊斯蘭政黨的崛起，引導NU領袖阿卜杜拉赫曼·瓦希德當選為印尼第四任總統（參見印度尼西亞總統列表），並任命穆罕馬迪亞的領導亞米恩·賴斯為人民協商會議主席。這短暫時期間發生社會秩序崩潰，中央行政控制遭到侵蝕和執法的崩潰。有伊斯蘭團體涉入的暴力衝突，包括傾向保守伊斯蘭教法的亞齊分裂主義（參見自由亞齊運動），以及摩鹿加群島和波索的穆斯林和基督徒之間的衝突。隨著執政的垮台，MUI開始與政府疏遠，並試圖對印尼伊斯蘭公民組織施以更廣泛的影響。而在2005年頒布頗有爭議的譴責自由主義、世俗主義和多元化主義教令，教令隨後受到進步知識分子的批評。然而，由於NU和穆罕馬迪亞等公民組織致力於寬容，從威權政治過渡到民主政治的過程相對順利。展現出穆斯林公民組織是印尼民主過程中的關鍵因素。
當前印尼穆斯林在民選議會中被認為具有充分的代表性。有許多活躍的伊斯蘭政黨，及與穆罕馬迪亞有關聯的國家授權黨（PAN）、與NU有關聯的民族覺醒黨（PKB）、和伊斯蘭主義繁榮正義黨（PKS）。 民主化的結果，隨著NU和穆罕馬迪亞等既有機構的影響力相對下降，以及小規模組織和個人（如阿卜杜拉·吉納斯提亞 (Aa Gym )及優素福·曼蘇爾）的興起，也導致宗教影響力分散而多樣化。在蘇哈托時代提倡聖戰主義而導致多次炸彈攻擊發生，（近期已大致獲得控制）而被迫流亡海外的阿布·巴卡爾·巴希爾在2000年代返國。印尼當代的伊斯蘭教受不同方式的分析，某些結論是認為它變得更加保守，而同時有人認為它在激進化方面，是“大到不能倒”。保守派發展的結果是激進自衛組織伊斯蘭捍衛者陣線 (FPI) 的出現，MUI發布教法以迫害阿赫邁底亞派信徒的案例，以及在2016年針對雅加達省長（鐘萬學（{{lang-id|Basuki Tjahaja Purnama））以對先知褻瀆而發起的全國抗議活動。針對前述保守派的發展，有自由主義的發展，而有自由伊斯蘭網絡 (JIL) 等團體出現，由NU提倡的群島伊斯蘭概念成為多元化伊斯蘭教的集體身份，並聲稱對伊斯蘭政黨的支持正在下降中。
現任總統佐科·維多多（Jokowi）主張宗教與政治嚴格分離。他的立場得到NU等主要穆斯林組織的支持。然而這種立場被MUI的一些成員解讀為一種世俗主義而加以譴責。與此同時，繁榮正義黨前主席伊瑪目索西卜批評佐科的立場可能會加劇印尼社會的緊張局勢。2017年，人民代表會議通過一項規範群眾組織的“代法律政府條例”，並由總統批准，導致伊扎布特印尼分部因拒絕和破壞建國五項原則被禁。這個組織因成員參與刑事案件並據稱與恐怖組織有關，而於2020年遭到解散。自2019年起，MUI主席，也是NU的前領導人 - 馬魯夫·阿敏成為印尼的副總統。

## 文化

### 藝術
印尼的藝術傳統（有許多自前伊斯蘭時代即已存在）吸收伊斯蘭的影響，並在表達和宗教忠誠意涵上演進。

#### 蠟染
印尼的蠟染藝術受到伊斯蘭教的影響，包含有尊崇伊斯蘭藝術的圖案和設計（如伊斯蘭書法和伊斯蘭裝飾藝術），並根據宗教法規，避免描繪人物形象。受伊斯蘭影響的蠟染在位於井裡汶爪哇族居住地區周圍尤為明顯，該地區構成沿海爪哇蠟染文化遺產的一部分，在蘇門答臘中部的占碑省，因為與爪哇沿海城市有密切貿易關係，以及蘇門答臘南部的明古魯省，那裡培養出強烈的伊斯蘭認同，也有突出的蠟染表現。占碑省蠟染對馬來西亞蠟染傳統產生影響，而具有伊斯蘭教的特徵，例如採用植物、花卉圖案和幾何設計，避免畫有人物和動物形象而成偶像崇拜。米南加保人的蠟染稱為印尼語：（黏土蠟染），使用黏土作為染料，繪製動物及花卉圖案。
摩鹿加蠟染稱為印尼語：，字面意思為“文字蠟染”，圖案的靈感來自阿拉伯書法。伊斯蘭蠟染傳統偶爾也會描繪布拉克（古蘭經中記載的伊斯蘭神話生物，先知穆罕默德騎乘，在一夜之間於麥加和耶路撒冷之間往返）。

#### 哇揚皮影偶戲
印尼的哇揚皮影偶戲中有一類被稱為哇楊薩達特，是宣揚伊斯蘭教義的哇楊偶戲表演。還有源自爪哇-伊斯蘭文學的哇楊米那克木偶戲，這是馬來語阿米爾·哈姆扎的故事的爪哇語版，故事最原始版本是波斯語：，內容敘述伊斯蘭先知穆罕默德叔父阿米爾·哈姆扎（Amir Hamzah）的冒險經歷。在龍目島，使用當地語言表演的哇揚·庫立特稱為Wayang Sasak，使用類似於爪哇皮影戲台的人偶，劇情也是述說阿米爾·哈姆扎的冒險經歷。
伊斯蘭教在印尼傳播之後，由於禁止以人物形狀表達上帝或眾神。因此這種包含人物的繪畫和偶戲遭到禁止。淡目蘇丹國首位蘇丹靳文想要觀看傳統形式的哇揚偶戲，但無法獲得穆斯林宗教領袖的許可。宗教領袖繞過穆斯林的禁令，將哇揚木偶戲改成由皮革製成的哇楊皮影戲，只展示人偶影子而非木偶本身，而達到目的。

#### 舞蹈
印尼舞蹈歷史大致可分為印度教-佛教時期和伊斯蘭時期。在伊斯蘭時期，當地語言和佛法舞蹈繼續流行和受到容忍。藝術家和表演者採用印度教-佛教時期的風格，但加入具有伊斯蘭含義的故事和符合伊斯蘭教義較樸素的服裝。這種變化在占碑的Tari Permbahan（迎賓舞）中表現得非常明顯，舞者仍然用印度教-佛教時代的繁複金色裝飾，但服裝較為樸素。伊斯蘭時期引入較新的舞蹈風格，包括馬來族的紮平舞和亞齊加約族的薩曼舞，新的舞蹈採用阿拉伯和波斯型態的舞蹈風格和音樂，並與印尼原住民風格結合，而形成新一代的蹈。薩曼舞最初是在伊斯蘭傳教活動（達瓦）或某些傳統節慶（如紀念先知穆罕默德生日）中表演。今天在各種官方活動中均常見。波斯和阿拉伯樂器，如鈴鼓、彈撥爾和根當鼓，成為伴隨伊斯蘭舞蹈，以及吟唱伊斯蘭聖歌時的主要樂器。

### 建築
伊斯蘭教傳播後，印尼建築的特點是結合伊斯蘭含義和印尼風格。例如最初的清真寺主要是採用印尼本土建築風格，包含印度教、佛教或中國建築元素，特別是不具備正統的伊斯蘭建築元素，如圓頂和宣禮塔。爪哇當地風格的清真寺以其高聳的木材多層屋頂著稱，（稱為塔吉格），類似於巴厘島印度教寺廟的寶塔，源自印度和中國的建築風格。爪哇風格清真寺的另一特點是擊打甘美朗鼓(稱為畢度格）作為召喚宣禮的用途。畢度格通常安裝在有屋頂的前廊（稱為serambi）中。直到今天，整個爪哇清真寺仍使用畢度格召喚人們祈禱或是提醒人們遵守齋戒月戒律。具有爪哇在地風格清真寺中突出的例子是建於1474年的淡目大清真寺和建於1549年的{{le|美納拉·庫都斯清真寺|Menara Kudus Moaque}，這兩座清真寺的宣禮塔被認為是早期印度教寺廟的瞭望塔。米南加保人地區的在地風格清真寺以其多層茅屋式屋頂著稱，類似於米南加保人稱為大屋的民宅屋頂。具有這種風格清真寺中突出的例子有賓庫度清真寺，由來自蘇門答臘島的伊斯蘭教教士（Padri）於1823年建造，以及建於1860年的塔拉克讚米清真寺。在西蘇門答臘省，還有一種多用途的宗教建築，稱為蘇勞，通常也採用當地米南加保風格建造，屋頂有三到五層，正面為經過雕刻的木料。加里曼丹的在地風格清真寺受爪哇清真寺的影響，例如位於班賈爾地區的建築為例，採用三或五層屋頂，頂層屋頂陡峭，相對而言，爪哇清真寺的頂層屋頂角度較為平緩。有些清真寺會採用干欄支柱，在米哈拉布另外置有單獨的屋頂。著名的例子包括位於南加里曼丹省的巴奴雅·拉瓦司遺產清真寺和達圖·阿布龍讚米清真寺
直到19世紀之後的荷屬東印度時期，印尼才開始引進，以及融入更多的正統伊斯蘭建築風格。這個時期的建築風格具有印度伊斯蘭建築或是新摩爾式建築的元素 - 洋蔥形圓頂和拱頂。宣禮塔直到19世紀，隨著波斯和奧斯曼帝國建築風格，以及大量使用伊斯蘭書法和幾何圖案，才被完全引入。在此期間，許多傳統風格的古老清真寺都進行翻新，並在其方形四坡屋頂上增加小圓頂。同時還引入融合歐洲和中國風格的折衷主義式建築。具有外國風格的印尼伊斯蘭建築中突出的例子有在班達亞齊的拜圖拉赫曼大清真寺，於1881年完工，具有印度-撒拉遜式建築風格，以及巨港的巨港大清真寺，最初於1798年建成，後來擴建，加入中國、馬來與歐式風格建物，而能和諧融合。

### 服飾
爪哇的宋谷帽（另稱songkok，或是kopiah），是通常穆斯林男性所戴的黑色絨帽。為馬來文化產物，最終可追溯到奧斯曼帝國的土耳其毯帽。它在正式場合，例如開齋節和古爾邦節等，以及入清真寺參與集體祈禱時使用。
穆斯林男性，尤其是在爪哇島、巴厘島、蘇門答臘島和加里曼丹，流行穿著紗籠。這是種休閒服飾，但也經常在集體祈禱時穿著。baju koko（也稱為baju takwa），是種傳統的馬來-印尼穆斯林男士襯衫，通常在正式的宗教場合中穿著，例如開齋節或主麻日。它通常與紗籠和宋谷帽一起搭配。
婦女頭巾是印尼穆斯林婦女的希賈布，是種鬆散覆在頭上的布料。女性部分頭髮和頸部仍然露出，與完全覆蓋的希賈布不同。吉巴布是種源自中東，較為保守的穆斯林女性頭巾，通常較為保守的印尼穆斯林婦女會使用。吉巴布把頭髮和脖子被完全覆蓋，與婦女頭巾不同。

### 節日
在印尼，穆斯林慶祝的聖日有夜行登霄、開齋節、古爾邦節、回曆新年和聖紀節（先知誕辰）。

#### 朝覲
印尼宗教事務部曾壟斷組織印尼公民前往麥加朝覲的事務，但因發生處理不妥當的情事，後經人民代表會議的議員提出建立獨立機構來處理的法案，宗教事務部的壟斷結束。

#### 塔布克
塔布克是米南加保人地區（特別是在帕里亞曼市）什葉派的宗教活動，這個活動是當地社區什葉派紀念日其中一項。塔布克指的是紀念活動時高抬的靈柩。是英國暫時統治印尼時，從英屬印度派遣來此地駐紮（後來定居）的印度什葉派軍隊在1831年舉行阿舒拉節活動，之後每年都會舉行。在此節日會重演卡爾巴拉戰役，並會擊打塔薩鼓和多爾鼓。

## 社會

### 性別
伊斯蘭教在印尼人生活方式中的體現方式有很大程度的獨特性，反映出南亞文化。
印尼穆斯林女性在社會、教育和與工作方面擁有相當高的自由度。因此穆斯林女性在印尼社會中獨立運作屬於正常，為社會所接受。婦女有高度的就業率、社會融合率以及參與政治選舉率。
印尼的穆斯林也可一夫多妻。

#### 性別隔離
印尼許多穆斯林對兩性間的社會關係抱持輕鬆的看法。嚴格的性別隔離通常僅限於宗教場所，例如在清真寺的祈禱期間。在公立和伊斯蘭學校的教室裡，男女學生在一起學習很常見。但對在公共場所，更傳統、更伊斯蘭正統觀點的性別隔離風氣越來越強。這樣做法是為避免異性間的接觸；例如有些戴希賈布的女性可能會拒絕與男性握手或是交談。

## 政治
雖然印尼有壓倒性多數的穆斯林人口，但它與土耳其和哈薩克斯坦類似，既不是伊斯蘭國家，也不是伊斯蘭共和國。但印度尼西亞憲法第29條申明“國家建立在對唯一至高無上上帝的信仰之上。”在過去50年中有許多伊斯蘭團體反對這種世俗和多元化的方向，並間斷有尋求建立伊斯蘭國家的呼籲。然而該國的主流穆斯林社群，包括有影響力的公民組織如穆罕馬迪亞和NU，均拒絕這種想法。支持成立伊斯蘭國家的人在1945年和1950年代的議會民主時期曾設法讓（“雅加達憲章”）納入憲法序言，讓穆斯林遵循伊斯蘭教法，均未能成功。
一個渴望建立伊斯蘭國家的政治運動於1949年創立伊斯蘭之國組織 (DI/TII)，在1950年代發動針對共和國的武裝叛亂。爭取建立伊斯蘭國家的武裝活動在多個省份爆發，先有卡爾托索維喬為首在西爪哇省開始，蔓延到中爪哇省、南蘇拉威西省和亞齊。這些武裝叛亂於1962年被成功鎮壓。這種運動讓蘇卡諾政府對政治伊斯蘭教對印尼共和國的潛在威脅產生警惕。
在蘇哈托總統執政期間，印尼政府禁止一切宣傳伊斯蘭國家的行為。但蘇哈托在1998年下台後，印尼對言論和宗教自由的限制放鬆，“雅加達憲章”的支持者重新恢復宣傳工作。在2002年舉行的人民協商會議（MPR，該機構有權修改憲法）年度會議中又有此倡議。但共同佔MPR多數席次的民族主義政黨、省議會選出的地區代表以及任命的警察、軍隊和職能代表，拒絕修改憲法，讓這項倡議未能進入投票階段。但MPR批准一項憲法修改，要求政府在教育中增加“信仰和虔誠”。這一決定被視為滿足伊斯蘭政黨的妥協，為2003年7月簽署成為法律的一項有爭議的教育法案奠定基礎。
2017年5月9日，印尼政界人士鍾萬學被北雅加達地區法院宣判犯褻瀆罪，處以兩年監禁徒刑。

### 亞齊伊斯蘭教法
伊斯蘭教法在2004年引發印尼全國的辯論和關注，其中許多議題均涉及宗教自由。亞齊一直是印尼唯一受中央政府特別授權，實施伊斯蘭教法的特區。第18/2001號法律授予亞齊特別自治權，允許亞齊建立伊斯蘭教法體系，作為印尼國家民法和刑法的補充而非替代。法律要求省級立法機構批准將伊斯蘭教法規則納入法典的地方法規（“qanun”）後方得生效。第18/2001號法律規定，伊斯蘭教法法院將“不受任何一方的外部影響”。第25條第3款規定，法院的權力僅適用於穆斯林。第26條第2款將印度尼西亞最高法院定為亞齊伊斯蘭教法法院上訴法院。
亞齊特區是印尼唯一實施伊斯蘭教法的省份。負責起草和執行伊斯蘭教法的宗教領袖表示，他們沒計劃對違反伊斯蘭教法的行為實施刑事制裁。他們說，亞齊的伊斯蘭法律不會嚴格執行伊斯蘭教法學或伊斯蘭刑事法，而是將傳統的亞齊伊斯蘭教習俗和價值觀（例如紀律、誠實和適當的行為）編入法典。他們聲稱執法將不由警察決定，而是取決於公眾教育和社會共識。
因為穆斯林占亞齊人口的絕大多數，公眾接受的伊斯蘭教法在大多數情況下只是正規化的一般社會習俗。例如亞齊的大多數女性在公共場合會披上希賈布。省和地區政府設立伊斯蘭教法局來處理有關新制度的公眾教育，當地的伊斯蘭領導人，特別是在北亞齊縣和皮迪縣，呼籲政府大力推廣伊斯蘭教法，以解決日益嚴重的社會弊病。2003年5月在亞齊實施的戒嚴令對執行伊斯蘭教法的影響不大。戒嚴局積極推動伊斯蘭教法，將其作為社會重建與和解的積極步驟。一些人權和婦女權利活動人士抱怨說，這種實施只關注表面問題（例如恰當的伊斯蘭服飾），而忽略根深蒂固的道德和社會問題（例如貪腐）。

### 阿赫邁底亞
1980年，MUI發布教令，宣布阿赫邁底亞派不是伊斯蘭教的合法形式。屬於阿赫邁底亞派的清真寺和設施過去曾遭其他穆斯林的破壞；有為禁止這個教派而發動的集會活動，而有宗教神職人員要求處死這個教派的追隨者。 

## 備註
1. ↑  The government officially recognizes six religions: Islam, Protestantism, Roman Catholicism, Hinduism, Buddhism, and Confucianism;[13] although the government also officially recognizes Indonesian indigenous religions.[14]
2. ↑  The Maluku Islands in the Indonesian archipelago were known as the "spice islands". The country's natural spices, including nutmeg, pepper, clove, were highly prized. Other popular trade items of the area include sandalwood, rubber and teak.
3. ↑  See 2002 Bali bombings, 2003 Marriott Hotel bombing
4. ↑  “Conservatism” in this sense connotes the adherence toward the perceived orthodoxy of Islamic principles, rather than the commitment to the Indonesian cultural and societal traditions. Therefore under this framing, it may entail conservatism's proponents advocating for the societal changes, while the proponents of liberalism opposing against them.
5. ↑  The Indonesian Constitution provides "all persons the right to worship according to their own religion or belief" and states that "the nation is based upon belief in one supreme God." The Government generally respects these provisions; however, some restrictions exist on certain religious activity types and on unrecognised religions. The Ministry of Religious Affairs recognizes official status of six faiths: Islam, Catholicism, Protestantism, Buddhism, Hinduism, Confucianism. Religious organisations other than the six recognised faiths can register with the Government, but only with the Ministry for Culture and Tourism and only as social organisations. This restricts certain religious activities. Unregistered religious groups cannot rent venues to hold services and must find alternative means to practice their faiths. Atheism and agnosticism are not explicitly outlawed but socially stigmatised.

## 延伸閱讀
- Ricklefs, M. C. . MacMillan. 1991. ISBN 0-333-57689-6.
- Gade, Anna M. Perfection Makes Practice: Learning, Emotion, and the Recited Qur’ân in Indonesia. Honolulu: University of Hawaii Press, 2004.